# スリュジャンスク地区

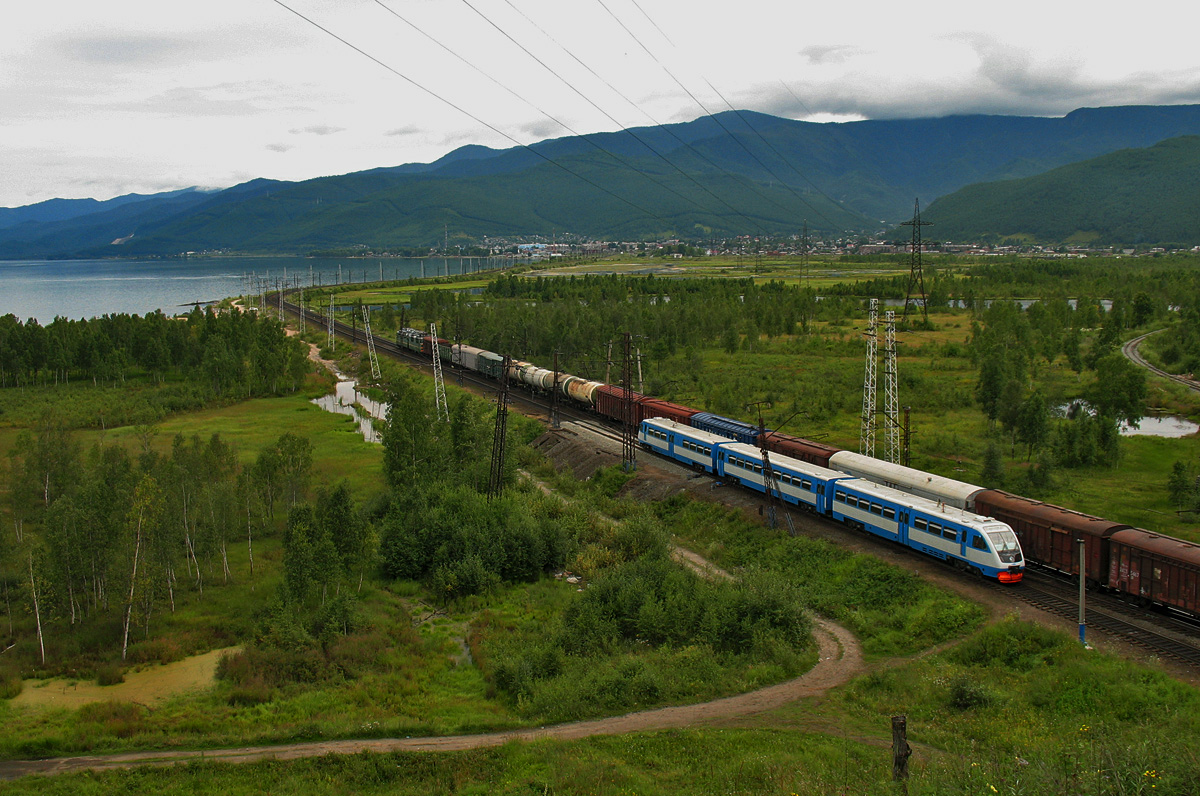
スリュジャンカ駅近くですれ違うディーゼル機関車列車と貨物列車（シベリア横断鉄道で）

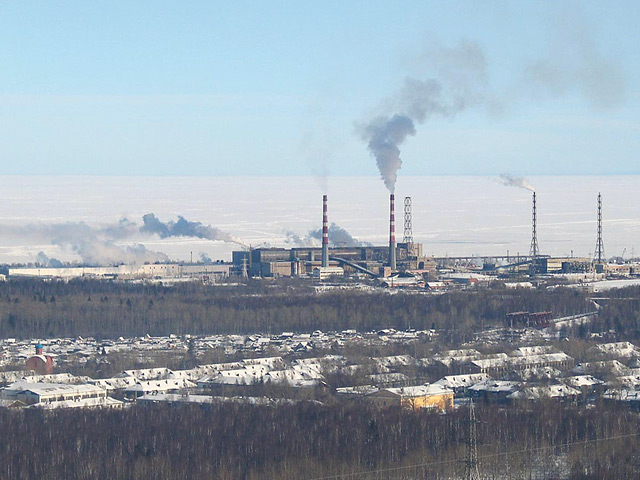
バイカリスクの町と付近の製紙工場

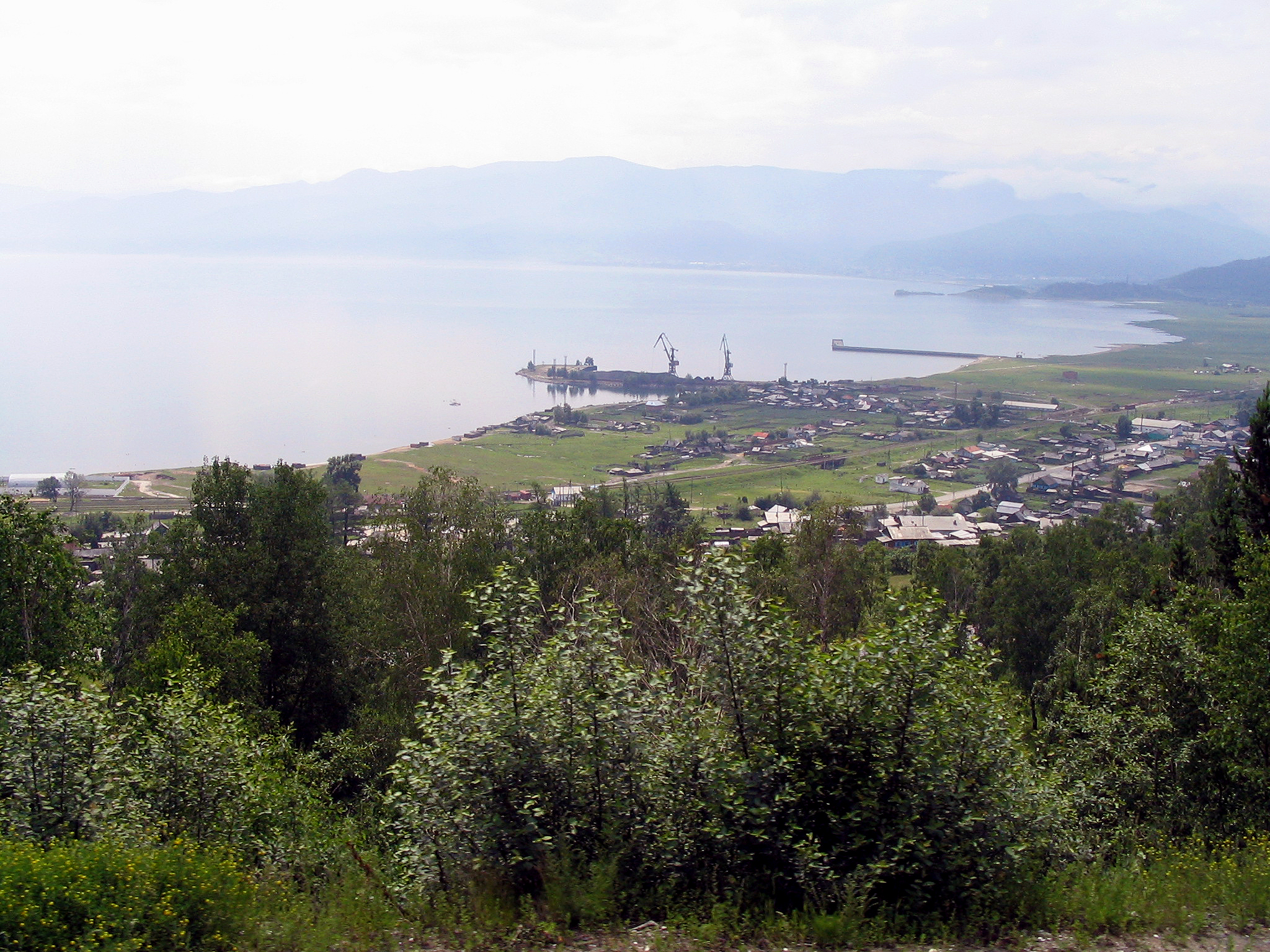
シベリア横断鉄道の車窓から見たクルトゥクの集落

スリュジャンスク地区（ロシア語: Слюдя́нский райо́н）は、ロシア共和国イルクーツク州にある33地区（ライオーン）のひとつで、イルクーツク州の最南端にある。
地区の面積は 6,301.11平方キロメートルで、北東部はイルクーツク地区に接して、東部はバイカル湖に接していて、地区の行政センターはスリュジャンカにある。人口の推移は、

40,509名（2010年人口調査）

44,039人（2002年）

44,697人（1989年）

である。

## 歴史
スリュジャンスク地区の歴史は古く、1647年に設立された。

## 町と部落
スリュジャンスク地区には2つの町
- スリュジャンカ - 地区の行政上中心
- バイカリスク - 同じくシベリア鉄道上の町で、バイカル湖の最南端にある

１つ都市型集落
- クルトゥク (Kultuk) - 同じくシベリア鉄道上の集落

およびその他の集落がある。

## 交通
シベリア横断鉄道で東からスリュジャンカII駅、クルトゥク駅、バイカリスク駅がある。また、観光用バイカル湖岸鉄道がスリュジャンカからバイカル（ポート・バイカル）まで通じている。

## 参照項目
- シベリア横断鉄道